# Io uccido, tu uccidi
Io uccido, tu uccidi è un film del 1965 diretto da Gianni Puccini.
È un film a episodi che raccontano diversi modi di uccidere.

## Trama

### Episodi
L'episodio interpretato da Franchi e Ingrassia è forse il più noto: si tratta di una ironica reinterpretazione di Cavalleria rusticana, in cui i due uomini uccidono le due donne e vanno insieme a spassarsela a Parigi. Altri episodi narrano di una squillo che tenta senza riuscirci di procurare un infarto a un ricco cliente, di una donna che si fa uccidere per salvare l'uomo che ama, di un fumatore vittima del suo vizio, di un dongiovanni che muore durante una delle sue imprese sessuali, di alcuni bambini che uccidono chi non rispetta il loro amato cagnolino.